# UFC on ABC: Sandhagen vs. Nurmagomedov
UFC on ABC: Sandhagen vs. Nurmagomedov (también conocido como UFC on ABC 7 y UFC Abu Dhabi) fue un evento de artes marciales mixtas producido por Ultimate Fighting Championship llevado a cabo el 3 de agosto de 2024 en el Etihad Arena, en Abu Dhabi, Emiratos Árabes Unidos.

## Antecedentes
El evento marcó la visita número 19 de la promoción a Abu Dhabi y la primera desde UFC 294 en octubre de 2023.
Una pelea eliminatoria por el título de peso gallo entre el ex retador interino del Campeonato de Peso Gallo de UFC, Cory Sandhagen, y Umar Nurmagomedov encabezó el evento. Anteriormente se esperaba que el par encabezara el UFC on ESPN: Sandhagen vs. Font, pero Nurmagomedov se retiró del evento debido a una lesión en el hombro.
Se espera que en el evento se lleve a cabo un evento coprincipal de cinco asaltos entre el ex campeón de peso wélter de WEC y Strikeforce, Nick Diaz (también ex retador al Campeonato de Peso Wélter de UFC) y Vicente Luque.
Una pelea de peso wélter entre el ex-Campeón Interino de Peso Ligero de UFC (además de Ganador de Peso Wélter de The Ultimate Fighter: Team Lesnar vs. Team dos Santos) Tony Ferguson y The Ultimate Fighter: Live ganador de peso ligero Michael Chiesa. Anteriormente se esperaba que el par encabezara UFC Fight Night 91, pero Chiesa se retiró debido a una lesión en la espalda.

## Resultados
1. ↑  Eliminatoria titular de Peso Gallo de UFC.

## Bonificaciones
Los siguientes peleadores recibieron bonos de $50.000.
- Pelea de la Noche: Sharabutdin Magomedov vs. Michał Oleksiejczuk
- Actuación de la Noche: Joel Álvarez y Azamat Murzakanov